# Dodona (mitología)
En la mitología griega, Dodona (en griego antiguo, Δωδὠνη), denominada como una ninfa oceánide, de quien ha sido luego dado el nombre a la ciudad antigua de Dodona, cuyo oráculo era muy popular. Según el escritor Estéfano de Bizancio, de acuerdo a Trasíbulo (FHG II 464, a), y confirmado por Epafrodito (fr. 57 Braswell–Billerbeck), en su comentario a la Aitia de Calímaco, la antiquísima ciudad de Dodona fue llamada así por una hija de Océano. No se cita la identidad de la madre de Dodona.  El escritor expone además otras versiones, citando al historiador Acestodoro, que refiere que la ciudad fue nombrada por Dodón, un hijo de Zeus y Europa.  En un escolio se nos dice que Dodona era la esposa de Deucalión y que, de nuevo, la ciudad tomó su nombre de Dodona o Dodón Finalmente Eustacio concluye que pudo haber sido nombrada por la oceánide, o bien por el hijo de Zeus. En las escrituras pseudoclementinas se nos dice que Zeus tuvo de Europa, la esposa de Océano, a Dodoneo.